# Il testamento incredibile
Il testamento incredibile (Last Will and Testament) è un romanzo giallo della scrittrice britannica Elizabeth Ferrars, il primo della serie con Virginia e Felix Freer. Pubblicato nel 1978, in Italia è uscito nel 1980 nella collana Il Giallo Mondadori, con il numero 1622.

## Trama
Quando l'anziana signora Arliss muore, è assistita dal medico, dai dipendenti (una coppia di domestici), dalla segretaria Meg e infine da Virginia Freer. Virginia è la più vicina alla defunta, essendo stata grande amica dell'unica figlia Mary Arliss, morta a vent'anni. Perciò è naturale che sia lei ad avvertire i nipoti della signora: Imogen Dale e Nigel Tustin. Arrivata a casa sua stanchissima, Virginia trova ad attenderla Felix, suo marito, anche se i due vivono ormai da cinque anni separati. Virginia sa che Felix è molto bugiardo e piuttosto scroccone, quindi non crede alle ragioni da lui addotte, quando si sente dire che passava di là ed era solo in visita.
Nel pomeriggio arrivano i nipoti della defunta e il suo avvocato, Huddleston. Questi ha redatto il testamento della signora ed è convinto che a Imogen spetti ogni cosa, tranne una collezione di miniature, destinata a Nigel. Un altro nipote, Paul Goss è l'erede dei libri. Ma si scopre da Meg che la Arliss non aveva più denaro a causa di scelte nascoste a tutti gli altri. Il colpo è brutto per Imogen e per l'avvocato. Le cose peggiorano ancora quando, durante il funerale della vecchia signora, spariscono dalla casa le miniature e i domestici, i Bodwell. La polizia comincia le sue indagini e scopre che i due Bodwell erano pregiudicati e avevano ottenuto il lavoro a casa Arliss con referenze false.
Virginia riconosce nell'autore delle referenze il proprio marito e, senza avvertire nessuno, lo va a trovare a Londra. Qui ci sono i Bodwell, ma i due negano di aver preso le miniature  o altro. Virginia minaccia di consegnarli alla polizia se non restituiranno la collezione e loro decidono di scappare al più presto in Scozia. Durante la notte un fortissimo temporale sradica un albero nella proprietà Arliss e il mattino dopo non si può passare sul viale con l'auto. Virginia, sperando di ritrovare le miniature, si reca alla casa, raggiunta da Huddleston. Con Nigel, trovano in salotto le miniature, ma anche Imogen, morta colpita alla testa dalla paletta del carbone. E, a sera, mentre Felix è nuovamente tornato da Virginia, la radio dà la notizia della morte dei Bodwell, uccisi da colpi di pistola e abbandonati nella loro auto a quindici chilometri dalla città.
Le indagini sono frenetiche, tutti sono privi di alibi, però solo uno di loro poteva avere il movente per il duplice crimine e sarà Felix a sbrogliare la matassa. In una riunione generale, egli dapprima scagiona Nigel (autore solo della sparizione delle miniature, che in realtà erano sue), poi Huddleston (proprio quella sera lui e Imogen avevano deciso di sposarsi anche se lei non ereditava nulla), poi Meg (depositaria dei segreti della signora, ma priva della patente d'auto e incapace di guidare). Resta Paul: il giovane dapprima ha ucciso Imogen, sua zia, perché esasperato da indisponenti prese in giro, poi, accortosi che i Bodwell avevano casualmente assistito alla scena, avrebbe loro sparato e li avrebbe abbandonati, dopo aver condotto la loro automobile ben lontano. Sentite le accuse di Felix, Paul gli si getta addosso per strangolarlo. L'intervento di Nigel, ex militare, sventa l'aggressione: Paul è condannato. Virginia e Felix si congedano: lei è ammirata per il nuovo talento del marito, ma non può ancora liberarsi delle troppe delusioni che ha ricevuto da lui.

## Personaggi principali
- Evelyn Arliss, la defunta
- Virginia Freer, amica di Evelyn
- Felix Freer, marito di Virginia
- Imogen Dale e Nigel Tustin, nipoti della signora Arliss
- Paul Goss, nipote di Imogen
- Patrick Huddleston, avvocato della signora Arliss
- Meg Randall, segretaria della signora Arliss
- Rita e Jim Bodwell, domestici di casa Arliss
- Chance, ispettore della polizia di Allingford
- Peabody, sergente della polizia di Allingford

## Edizioni
In lingua italiana
- Elizabeth Ferrars, Il testamento incredibile, A. Mondadori, Milano c1980

in altre lingue
- (NL)   Id. Tomt testamente, Lademann, Kbh. 1980[2]
- (DE)  Id. Mord ist allen Erbes Anfang, traduzione di Nicole Walter, Editio-Service, Genf 1983[3][4]